# Mandinká
El mandinká es un dialecto o habla de la lengua mandenká o mandingá, dentro de la rama mandé de la familia lingüística del Congo-Níger. No hay que confundir el nombre dado a este dialecto, mandinká, con el  que se da al conjunto de toda la lengua mandenká. El mandinká es hablado en el extremo occidental del área lingüística mandenká. Como forma parte de esta última, es similar a las hablas bámbara y maninká. 

## Aspectos históricos, sociales y culturales

### Uso y distribución
El mandinká se habla en Gambia, norte de Guinea Bisáu y sur de Senegal.

### Número de hablantes
Ethnologue afirmó en 2006 que había 1 346 000 hablantes nativos de mandinká.

## Decripción lingüística
Es una lengua aglutinante y SOV. Es una lengua tonal que presenta principalmente dos tonos: alto y bajo, una modulación ascendente y otra descendente, aunque las variedades habladas en Gambia y Senegal pueden perder el acento tonal debido a la proximidad con lenguas vecinas no tonales como el wolof.

### Alfabetos
Aunque no tiene una larga tradición como lengua escrita, hay ejemplos de escritura con caracteres del alfabeto árabe. Actualmente se utiliza el alfabeto N'Ko, aunque es poco difundido, y sobre todo el alfabeto latino con caracteres especiales.